# David Palmer (personage)

David Palmer is de fictieve 44e Amerikaanse president in de 24-franchise, gespeeld door Dennis Haysbert. Palmers ex-vrouw Sherry en zijn broer Wayne speelden een grote rol bij zijn presidentschap. Hij heeft twee kinderen, een zoon, Keith, en een dochter, Nicole. David Palmer was te zien in tachtig afleveringen, enkel minder dan Jack Bauer, Tony Almeida en Chloe O'Brian. Hij is naast Jack Bauer het enige personage dat in alle afleveringen van de eerste drie seizoenen te zien was.
In het eerste seizoen was David Palmer senator voor Maryland die zich verkiesbaar had gesteld voor het presidentschap. Op de dag van de voorverkiezingen in Californië willen terroristen een aanslag op hem plegen, die voorkomen wordt door Jack Bauer. Daarna wordt hij president. Hoewel hij oorspronkelijk ook voor een tweede termijn wilde regeren besloot hij uit de verkiezingen te stappen toen zijn tegenstander erachter kwam dat hij moest liegen tegenover een politiechef om zijn ex-vrouw Sherry Palmer te beschermen, die betrokken was bij de dood van een man.
In de serie blijkt dat Palmer goed is in het leiderschap, hij maakt moeilijke keuzes zonder veel aarzeling. Hij werkt vaak samen met Jack Bauer. In zijn leven kende hij veel tegenslagen en problemen. Zo scheidde hij na dag 1 met zijn vrouw Sherry Palmer, na 29 jaar getrouwd te zijn geweest.

## Seizoen 1
David Palmer heeft veel problemen door zijn politieke loopbaan. In het eerste seizoen stelde Palmer zich verkiesbaar voor de Democraten als president van de Verenigde Staten. Zijn leven wordt echter bedreigd door terroristen. Tegelijkertijd is zijn zoon verdachte van de moord op de man die zijn dochter verkrachtte. Palmer zoekt het uit en is van mening dat hij de waarheid aan het publiek moet vertellen, Zijn vrouw Sherry probeert hem te manipuleren en wil niet dat hij de waarheid over zijn zoon vertelt. David is kwaad op haar en ze scheiden.
David Palmer maakt ook in het eerste seizoen kennis met Jack Bauer. In een gesprek tussen Bauer en Palmer bleek dat Palmer dacht dat Bauer hem wilde vermoorden vanwege zijn toestemming voor militaire actie waarbij in Jacks team veel doden vielen. Bauer legde hem uit dat hij niet wist dat Palmer toestemming voor de militaire actie had gegeven en hem juist wil beschermen. Terwijl Palmers leven in gevaar is gaat hij toch op pad om kiezers te werven.

## Seizoen 2
Een jaar na de gebeurtenissen van seizoen 1 is David Palmer president van de Verenigde Staten. Hij wordt op de hoogte gesteld van de dreiging van de ontploffing van een nucleaire bom. Ook wordt hij geïnformeerd over de verrichtingen van Jack Bauer om de bom te vinden. Jack negeert de telefoontjes van CTU maar beantwoordt wel een telefoontje van president Palmer omdat zij bevriend met elkaar zijn. Jack wordt weer aangenomen als agent en mede door hem wordt de bom gevonden. Later in het seizoen is David Palmer van plan de drie landen uit het Midden-Oosten die achter de bom zaten, aan te vallen. Hij besluit zijn mening te herzien wanneer Jack Bauer hem vertelt dat de Cyprusopname, waarop de regeringsleiders van de drie landen zijn te horen, vals is. Mike Novick en Jim Prescott denken dat Palmer niet in staat is de juiste beslissingen te nemen en na beroeping op het 25ste amendement wordt Palmer afgezet en opgesloten. De rest van de regering is van mening dat de opname niet vals is en wil de aanval doorzetten. Dan blijkt definitief dat de Cyprusopname vals is, en wordt Prescott daarvan op de hoogte gesteld. Beschaamd geven Prescott de macht weer in Palmers handen. De kabinetsleden die voor het vertrek van Palmer stemden bieden hun ontslag aan, maar Palmer vergeeft het hen. Wel ontslaat hij Mike Novick, omdat hij zich door hem als vriend verraden voelt. Aan het einde van het seizoen houdt Palmer een korte speech tegenover de pers waarin hij uitlegt dat de dreiging van het ontploffen van een nucleaire bom over is. Hij schudt handen met vele omstanders, waaronder met Mandy, die in het eerste seizoen al betrokken was bij de afgewende moord op Palmer. Ze heeft een dodelijk virus op haar handen. Palmer valt neer op de grond en het is onduidelijk of hij het heeft overleefd.

## 24: The Game
Zes maanden na de gebeurtenissen van seizoen 2 herstelt Palmer van de aanslag op zijn leven. Hoewel hij meerdere televisieoptredens maakt waaruit blijkt dat zijn gezondheid vooruit gaat, heeft in werkelijkheid Jim Prescott de taken van de president overgenomen. Dan wordt er een aanslag op Prescotts leven gepleegd. Palmer denkt dat hij sterk genoeg is om het presidentschap weer op zich te nemen.

## Seizoen 3
In seizoen 3 staan de verkiezingen op het punt van beginnen. Palmer wil zich opnieuw verkiesbaar stellen en maakt daar reclame voor, terwijl hij ondertussen te maken heeft met vele problemen. Zijn vriendin Anne is verwikkeld in een schandaal, en hoewel ze onschuldig is, besluit ze hem te verlaten zodat hij zich zonder problemen opnieuw verkiesbaar kan stellen. Palmers broer Wayne geeft toe dat hij een affaire had met de vrouw van een van zijn grootste geldschieters. David huurt Sherry Palmer in om de problemen op te lossen, maar daar heeft hij grote spijt van. Door haar toedoen overlijdt de geldschieter, en zijn vrouw, Julia, wordt verdacht van moord op haar echtgenoot. Aan het einde van het seizoen schiet Julia Sherry dood en daarna zichzelf. Palmer besluit zichzelf niet meer verkiesbaar te stellen voor de verkiezingen. Zijn tegenstander, senator John Keeler, wordt president in seizoen 4.

## Seizoen 4
In het vierde seizoen is president Keeler niet in staat het land te besturen omdat de Air Force One is neergehaald door terroristen. Charles Logan wordt na beroeping op het 25ste Amendement aangesteld als tijdelijke president. Logan blijkt een matige president te zijn en neemt veel onjuiste beslissingen. Zo laat hij Jack Bauer arresteren, waardoor de arrestatie van terrorist Habib Marwan mislukt. Logan realiseert het zich en vraagt Mike Novick om hulp. Hij raadt aan om ex-president David Palmer te laten komen voor advies. Palmer weet meerdere problemen succesvol op te lossen maar ontdekt dat Logan geen goede president is; hij verwijt het Palmer wanneer dingen fout gaan, en ziet zichzelf als held wanneer iets goed uitpakt. Aan het einde van het seizoen duikt Jack Bauer onder en doet hij iedereen geloven dat hij dood is, nadat Palmer hem laat weten dat de Chinezen hem willen oppakken vanwege het binnenvallen van het Chinese consulaat. Slechts vier personen, onder wie president Palmer, weten dat hij leeft.

## Seizoen 5
Aan het begin van seizoen 5 overlegt David met zijn broer Wayne over zijn memoires. Om 7:02 's ochtends schiet een scherpschutter vanuit een nabijgelegen gebouw op Palmer, wanneer hij vanuit zijn raam de omgeving bekijkt. Palmer wordt geraakt in zijn nek en sterft. De dader blijkt later ene "Haas" te zijn, die de opdracht van Christopher Henderson kreeg om Palmer te vermoorden en weer werkt voor Charles Logan en Graem Bauer. Zij waren ook verantwoordelijk voor de aanslagen op Michelle Dessler, Tony Almeida en Chloe O'Brian, hoewel de laatste twee de aanslagen overleefden (Tony Almeida wordt later alsnog vermoord door Henderson zelf). Alleen zij vieren wisten dat Jack Bauer niet dood is. Zowel Haas als Henderson worden vermoord door Jack Bauer wegens hun betrokkenheid bij de dood van zijn vrienden. Via David Palmer lukt het Jack Bauer en zijn team te achterhalen dat Logan achter de aanslagen zat.
Aan het einde van de dag krijgt David Palmer een staatsbegrafenis, bijgewoond door president Logan, de first lady en vele anderen. Na een speech van Logan wordt hij gevangengenomen vanwege zijn betrokkenheid bij de dood van Palmer.
Wayne Palmer is in seizoen 6 president van de Verenigde Staten. In zijn kantoor staat een foto van David.

## Achtergronden
Dennis Haysbert baseerde het karakter van zijn personage naar eigen zeggen op Jimmy Carter, Bill Clinton en Colin Powell, drie politici die hij zeer waardeert. In een interview gaf Haysbert aan teleurgesteld te zijn toen bleek dat zijn personage zou sterven in het vijfde seizoen, en refereerde daarbij aan de moord op meerdere Amerikaanse presidenten in de geschiedenis. Haysbert zei wel dat hij groot fan is van de serie en het programma blijft volgen.

## Stamboom
De stamboom van de familie Palmer:
|               |               |               |               |               |               |              |              |  |  |               |               |               |               |               |               |              |              |  |  |              |              |              |              |              |              |  |  |               |               |               |               |               |               |
|               |               |               |               |               |               |              |              |  |  |               |               |               |               |               |               |              |              |  |  |              |              |              |              |              |              |  |  |               |               |               |               |               |               |
| Sherry Palmer | Sherry Palmer | Sherry Palmer | Sherry Palmer | Sherry Palmer | Sherry Palmer |              |              |  |  |               |               | David Palmer  | David Palmer  | David Palmer  | David Palmer  | David Palmer | David Palmer |  |  | Wayne Palmer | Wayne Palmer | Wayne Palmer | Wayne Palmer | Wayne Palmer | Wayne Palmer |  |  | Sandra Palmer | Sandra Palmer | Sandra Palmer | Sandra Palmer | Sandra Palmer | Sandra Palmer |
| Sherry Palmer | Sherry Palmer | Sherry Palmer | Sherry Palmer | Sherry Palmer | Sherry Palmer |              |              |  |  |               |               | David Palmer  | David Palmer  | David Palmer  | David Palmer  | David Palmer | David Palmer |  |  | Wayne Palmer | Wayne Palmer | Wayne Palmer | Wayne Palmer | Wayne Palmer | Wayne Palmer |  |  | Sandra Palmer | Sandra Palmer | Sandra Palmer | Sandra Palmer | Sandra Palmer | Sandra Palmer |
|               |               |               |               |               |               |              |              |  |  |               |               |               |               |               |               |              |              |  |  |              |              |              |              |              |              |  |  |               |               |               |               |               |               |
|               |               |               |               |               |               |              |              |  |  |               |               |               |               |               |               |              |              |  |  |              |              |              |              |              |              |  |  |               |               |               |               |               |               |
|               |               | Keith Palmer  | Keith Palmer  | Keith Palmer  | Keith Palmer  | Keith Palmer | Keith Palmer |  |  | Nicole Palmer | Nicole Palmer | Nicole Palmer | Nicole Palmer | Nicole Palmer | Nicole Palmer |              |              |  |  |              |              |              |              |              |              |  |  |               |               |               |               |               |               |